# Cristina Bucșa

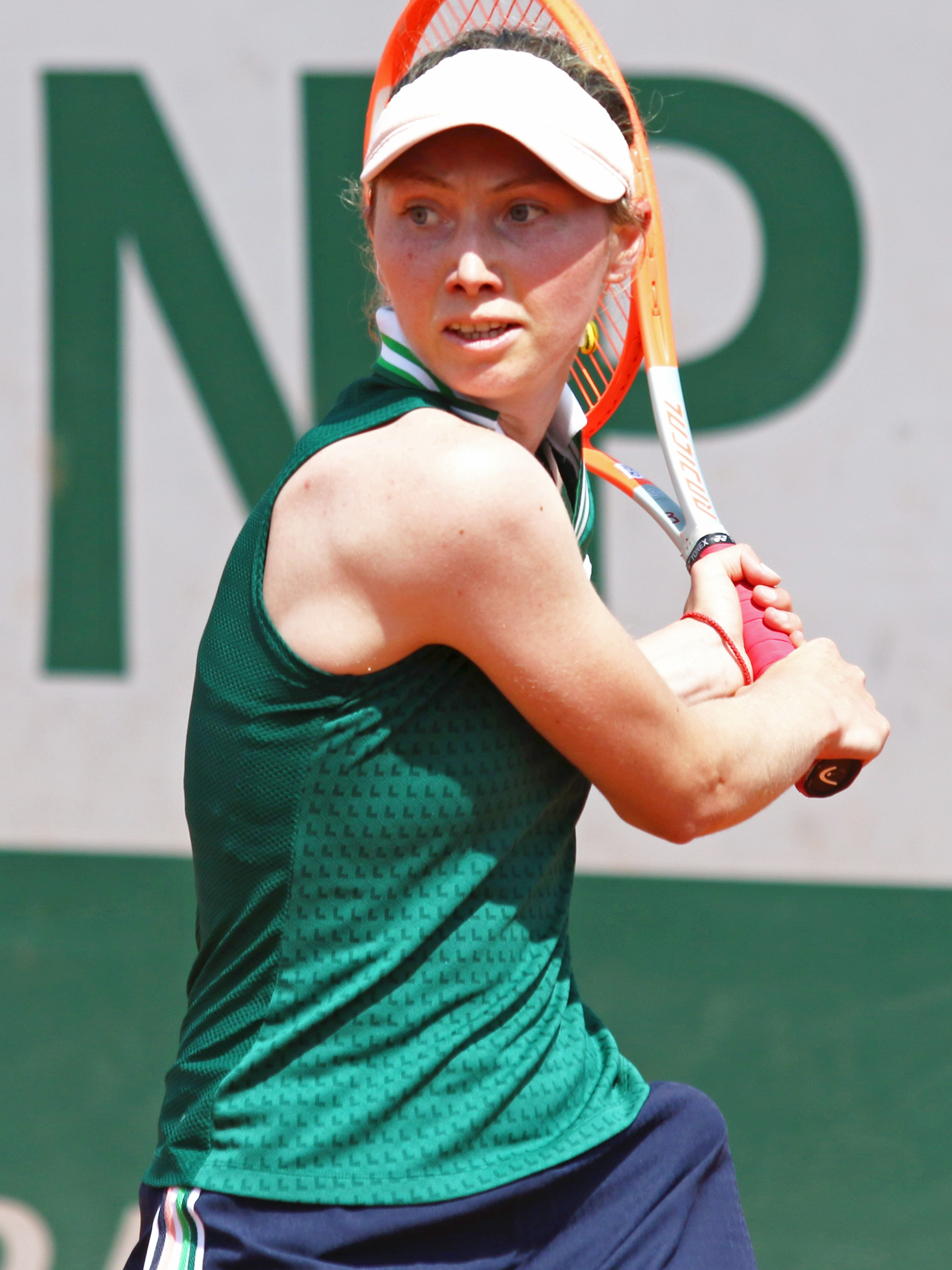
Roland Garros 2022 (kwalificatie)

Cristina Bucșa (Chișinău, 22 januari 1998) is een tennisspeelster uit Spanje. Bucșa werd geboren in Moldavië en begon op vijfjarige leeftijd met het spelen van tennis. Haar favoriete ondergrond is hardcourt. Zij speelt rechtshandig en heeft een tweehandige backhand. Zij is actief in het internationale tennis sinds 2013. Tussen 2013 en 2015 kwam Bucșa uit voor haar geboorteland Moldavië, maar sinds 2015 speelt zij onder Spaanse vlag.

## Loopbaan
In maart 2013 speelde Bucșa haar eerste toernooi in het profcircuit in Madrid. In februari 2015 speelde zij in Palmanova haar eerste finale. In mei 2017 won zij in Santarém haar eerste ITF-toernooi.
Bucșa stond in 2021 voor het eerst in een WTA-finale, op het toernooi van Concord, samen met de Amerikaanse Usue Maitane Arconada – zij verloren van het koppel Peangtarn Plipuech en Jessy Rompies. In september had zij haar grandslamdebuut op het US Open – later die maand kwam zij binnen op de top 150 van de wereldranglijst in het enkelspel.
In april 2022 maakte zij ook in het dubbelspel haar entrée tot de mondiale top 150. In december won zij haar eerste WTA-titel, op het dubbelspel van het WTA-toernooi van Andorra samen met de Poolse Weronika Falkowska – hiermee betrad zij de top 100 in het dubbelspel.
In januari 2023 haakte zij ook in het enkelspel nipt aan bij de mondiale top 100. In februari won zij, samen met de Nederlandse Bibiane Schoofs, haar tweede WTA-titel op het toernooi van Lyon. In juli volgde de derde, in Contrexéville met Aljona Fomina-Klotz aan haar zijde en in december de vierde, op het WTA 125-toernooi van Angers geflankeerd door de Roemeense Monica Niculescu.
In december 2023 won Bucșa haar eerste enkelspeltitel, op het WTA 125-toernooi van Limoges – in de finale versloeg zij Française Elsa Jacquemot. Op diezelfde dag won zij in Limoges bovendien haar vijfde dubbelspeltitel, samen met Jana Sizikova.
Op het Australian Open 2024 bereikte zij de kwartfinale, samen met Aleksandra Panova – daarmee trad zij toe tot de mondiale top 50 van het dubbelspel. In april won zij haar zesde dubbelspeltitel in Bogotá, met Kamilla Rachimova aan haar zijde. In mei volgde de zevende op het WTA 1000-toernooi van Madrid, geflankeerd door de Spaanse Sara Sorribes Tormo en de achtste in Straatsburg samen met de Roemeense Monica Niculescu. Daarmee haakte zij nipt aan bij de top 20 van de wereldranglijst. Zij won haar negende WTA-dubbelspeltitel op het toernooi van Cleveland, geflankeerd door de Chinese Xu Yifan.
Bucșa won haar tiende titel op het toernooi van Bogotá aan de zijde van landgenote Sara Sorribes Tormo.

## Posities op deWTA-ranglijst
Positie per einde seizoen:
| jaar | rang enkelspel | rang dubbelspel |
| ---- | -------------- | --------------- |
| 2013 | 1203           | –               |
| 2014 | 1193           | –               |
| 2015 | 757            | 1167            |
| 2016 | 798            | 1278            |
| 2017 | 415            | 284             |
| 2018 | 346            | 172             |
| 2019 | 164            | 246             |
| 2020 | 161            | 270             |
| 2021 | 159            | 242             |
| 2022 | 107            | 151             |
| 2023 | 83             | 66              |
| 2024 | 71             | 19              |

## Resultaten grandslamtoernooien
| Legenda | Legenda                          |
| ------- | -------------------------------- |
| g.t.    | geen toernooi gehouden           |
| l.c.    | lagere categorie                 |
| –       | niet deelgenomen                 |
| G       | uitgeschakeld in de groepsfase   |
| 1R      | uitgeschakeld in de eerste ronde |
| 2R      | uitgeschakeld in de tweede ronde |
| 3R      | uitgeschakeld in de derde ronde  |
| 4R      | uitgeschakeld in de vierde ronde |
| KF      | uitgeschakeld in de kwartfinale  |
| HF      | uitgeschakeld in de halve finale |
| F       | de finale verloren               |
| W       | het toernooi gewonnen            |
| w-v     | winst/verlies-balans             |

### Enkelspel
| toernooi        | 2021 | 2022 | 2023 | 2024 | 2025 |
| --------------- | ---- | ---- | ---- | ---- | ---- |
| Australian Open | –    | 1R   | 3R   | 1R   | 2R   |
| Roland Garros   | –    | 1R   | 1R   | 2R   |      |
| Wimbledon       | –    | –    | 2R   | 2R   |      |
| US Open         | 1R   | 2R   | 1R   | 1R   |      |

### Vrouwendubbelspel
| toernooi        | 2023 | 2024 | 2025 |
| --------------- | ---- | ---- | ---- |
| Australian Open | 2R   | KF   | 1R   |
| Roland Garros   | 1R   | 3R   |      |
| Wimbledon       | 1R   | 2R   |      |
| US Open         | 2R   | 1R   |      |

### Gemengd dubbelspel
| toernooi        | 2024 | 2025 |
| --------------- | ---- | ---- |
| Australian Open | –    | 1R   |
| Roland Garros   | 1R   |      |
| Wimbledon       | 2R   |      |
| US Open         | 2R   |      |

## Palmares
| Legenda                 |
| ----------------------- |
| Grandslamtoernooi       |
| Olympische Spelen       |
| Year-End Championships  |
| Premier Mandatory       |
| Premier Five / WTA 1000 |
| Premier / WTA 500       |
| International / WTA 250 |
| Challenger / WTA 125    |

### WTA-finaleplaatsen enkelspel
| nr.              | finale     | toernooi    | ondergrond    | tegenstandster | score         |         |
| ---------------- | ---------- | ----------- | ------------- | -------------- | ------------- | ------- |
| gewonnen finales |            |             |               |                |               |         |
| 1.               | 2023-12-17 | WTA Limoges | hardcourt (i) | Elsa Jacquemot | 2-6, 6-1, 6-2 | details |
| verloren finales |            |             |               |                |               |         |
| geen             |            |             |               |                |               |         |

### WTA-finaleplaatsen vrouwendubbelspel
| nr.              | finale     | toernooi          | ondergrond    | partner               | tegenstandsters                         | score            |         |
| ---------------- | ---------- | ----------------- | ------------- | --------------------- | --------------------------------------- | ---------------- | ------- |
| gewonnen finales |            |                   |               |                       |                                         |                  |         |
| 01.              | 2022-12-04 | WTA Andorra       | hardcourt (i) | Weronika Falkowska    | Angelina Gaboejeva Anastasija Zacharova | 7-6, 6-1         | details |
| 02.              | 2023-02-05 | WTA Lyon          | hardcourt (i) | Bibiane Schoofs       | Olga Danilović Aleksandra Panova        | 7-6, 6-3         | details |
| 03.              | 2023-07-16 | WTA Contrexéville | gravel        | Aljona Fomina-Klotz   | Amina Ansjba Anastasia Dețiuc           | 4-6, 6-3, [10-7] | details |
| 04.              | 2023-12-10 | WTA Angers        | hardcourt (i) | Monica Niculescu      | Anna Danilina Aleksandra Panova         | 6-1, 6-3         | details |
| 05.              | 2023-12-17 | WTA Limoges       | hardcourt (i) | Jana Sizikova         | Oksana Kalasjnikova Maia Lumsden        | 6-4, 6-1         | details |
| 06.              | 2024-04-07 | WTA Bogota        | gravel        | Kamilla Rachimova     | Anna Bondár Irina Chromatsjova          | 7-6, 3-6, [10-8] | details |
| 07.              | 2024-05-05 | WTA Madrid        | gravel        | Sara Sorribes Tormo   | Barbora Krejčíková Laura Siegemund      | 6-0, 6-2         | details |
| 08.              | 2024-05-25 | WTA Straatsburg   | gravel        | Monica Niculescu      | Asia Muhammad Aldila Sutjiadi           | 3-6, 6-4, [10-6] | details |
| 09.              | 2024-08-24 | WTA Cleveland     | hardcourt     | Xu Yifan              | Shuko Aoyama Eri Hozumi                 | 3-6, 6-3, [10-6] | details |
| 10.              | 2025-04-06 | WTA Bogotá        | gravel        | Sara Sorribes Tormo   | Irina Maria Bara Laura Pigossi          | 5-7, 6-2, [10-5] | details |
| 11.              | 2025-06-06 | WTA Birmingham    | gras          | Destanee Aiava        | Alicia Barnett Elixane Lechemia         | 6-4, 6-2         | details |
| verloren finales |            |                   |               |                       |                                         |                  |         |
| 1.               | 2021-08-08 | WTA Concord       | hardcourt     | Usue Maitane Arconada | Peangtarn Plipuech Jessy Rompies        | 6-3, 6-7, [8-10] | details |
| 2.               | 2022-09-18 | WTA Portorož      | hardcourt     | Tereza Mihalíková     | Marta Kostjoek Tereza Martincová        | 4-6, 0-6         | details |
| 3.               | 2023-08-25 | WTA Chicago       | hardcourt     | Aleksandra Panova     | Ulrikke Eikeri Ingrid Neel              | forfait          | details |
| 4.               | 2024-10-19 | WTA Japan (Osaka) | hardcourt     | Monica Niculescu      | Ena Shibahara Laura Siegemund           | 6-3, 2-6, [2-10] | details |
| 5.               | 2025-03-30 | WTA Miami         | hardcourt     | Miyu Kato             | Mirra Andrejeva Diana Sjnajder          | 3-6, 7-6, [2-10] | details |